# Bronchiolite respiratoria con interstiziopatia
Per Bronchiolite respiratoria con interstiziopatia (RB-ILD) s'intende una forma rara di alterazione polmonare che colpisce i fumatori abituali.

## Epidemiologia
Si manifesta principalmente nel sesso maschile dal quarto decennio di età in poi.

## Sintomatologia
Fra i sintomi e i segni clinici si riscontra dispnea, tosse ma anche emottisi ed enfisema centrolobulare. Si caratterizza con un accumulo di macrofagi.

## Eziologia
La continua assunzione nel tempo del fumo comporta la nascita di tale malattia.

## Esami
Alla radiografia si mostra quello che viene chiamato "polmone sporco"

## Prognosi
La prognosi è favorevole se la persone smette le sue abitudini, nei rari casi che ciò non fosse sufficiente si somministrano steroidi.